# Виртуална галерия
Виртуалната галерия представлява онлайн пространство, в което се излагат изкуства и творчески произведения. Тя е дигитален еквивалент на традиционната изложбена галерия, но с разширени възможности, които дигиталните технологии предоставят. Виртуалните галерии позволяват на посетителите да разглеждат и взаимодействат с изложените творби.

## История

### Възникване
Виртуалните галерии са плод на разрастването на дигиталните технологии през последните десетилетия. Първите опити за виртуални изложби се появяват през 90-те години на XX век, когато компютърните системи се развиват до степен, която позволява създаването на интерактивни изложбени пространства във виртуалната среда. Обикновено виртуалните галерии се създават с помощта на компютърен софтуер и технологии за виртуална реалност. Посетителите могат да разглеждат изложбите чрез свои устройства. Те могат да се движат из пространството, да уголемяват и преорганизират изложените творби, както и да участват в интерактивни дейности, които обогатяват тяхното изживяване.

### Достъпност и разнообразие
Виртуалните галерии преодоляват географските и финансови бариери, предоставяйки достъп до изкуството на хора от целия свят. Художниците могат да споделят вдъхновяващите истории зад своите творби, а зрителите могат да обменят мнения и впечатления в реално време.